# Julien-Honoré-Germain d'Aubuisson

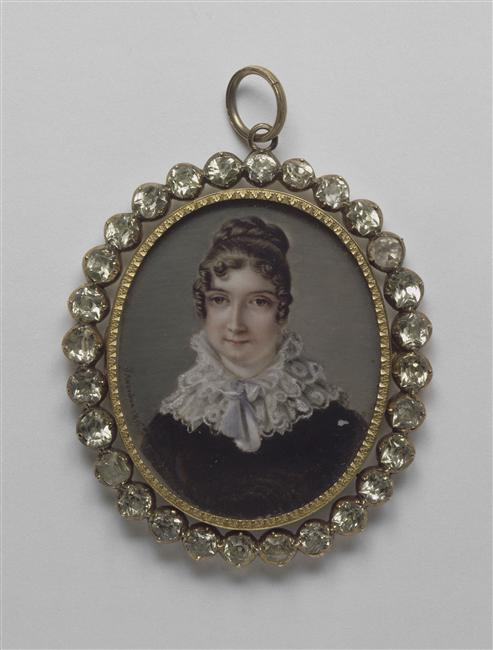
Sthéphanie de Bade, 1816

Julien-Honoré-Germain d'Aubuisson (Tolosa, 17 novembre 1786 – Tolosa, 1829) è stato un pittore francese.

## Biografia
Fu figlio del marchese Jean-Germain-Marie d'Aubuisson e di Marie-Thérèse de Rigaud. Cavaliere dell'Ordine di Malta, sposò nel 1805 mademoiselle de Besaucelle. Fu allievo di David, dal quale prese lo stile improntato al Neoclassicismo. 

## Opere
- Alessandro doma Bucefalo, 1822, Musée des Augustins, Tolosa